# Гонолек
Гоно́лек (Laniarus) — рід горобцеподібних птахів родини гладіаторових (Malaconotidae). Представники цього роду мешкають в Африці на південь від Сахари.

## Таксономія і систематика
Рід Гонолек був введений французьким орнітологом Луї Жан-Пьєром В'єйо в 1816 році. Типовим видом є червоний гонолек (Laniarius barbarus).
Найближчими родичами гонолеків є представники роду Вюргер (Chlorophoneus). Раніше гонолеків класифікували за забарвленням. Однак молекулярне дослідження 2008 року показало, що різні види самостійно набули різне забарвлення, і види з подібним забарвленям часто не є близькоспорідненими. Дослідники припускаюит, що загальний предок всіх гонолеків міг мати темне забарвлення.

## Види
Виділяють двадцять два види:
- Гонолек екваторіальний (Laniarius leucorhynchus)
- Гонолек гірський (Laniarius poensis)
- Гонолек приозерний (Laniarius holomelas)
- Гонолек бурундійський (Laniarius willardi)
- Гонолек східний (Laniarius fuelleborni)
- Гонолек ефіопський (Laniarius funebris)
- Гонолек масковий (Laniarius luehderi)
- Гонолек ангольський (Laniarius brauni)
- Гонолек габельський (Laniarius amboimensis)
- Гонолек строкатоголовий (Laniarius ruficeps)
- Гонолек сомалійський (Laniarius nigerrimus)
- Гонолек чагарниковий (Laniarius aethiopicus)
- Гонолек тропічний (Laniarius major)
- Гонолек кенійський (Laniarius sublacteus)
- Гонолек південний (Laniarius ferrugineus)
- Гонолек двобарвний (Laniarius bicolor)
- Гонолек гвінейський (Laniarius turatii)
- Гонолек червоний (Laniarius barbarus)
- Гонолек жовтоголовий (Laniarius mufumbiri)
- Гонолек жовтоокий (Laniarius erythrogaster)
- Гонолек червоноволий (Laniarius atrococcineus)
- Гонолек жовтогрудий (Laniarius atroflavus)